# Le Journal (film, 1994)
Pour les articles homonymes, voir Le Journal et The Paper.
Pour plus de détails, voir Fiche technique et Distribution.
Le Journal (The Paper) est un film américain réalisé par Ron Howard et sorti en 1994.
Le film dépeint 24 heures de la vie trépidante d'un rédacteur en chef d'un journal fictif, le New York Sun, aussi bien sur le plan professionnel que personnel. Après la mort de deux hommes d'affaires blancs retrouvés assassinés dans une voiture garée à New York, les journalistes découvrent une dissimulation policière des preuves de l'innocence des adolescents Afro-Américains en garde à vue. Ils tentent de révéler l'affaire au milieu du chaos professionnel, privé et financier. Le film reçoit des critiques globalement positives et récole plus de 48 millions de dollars au box-office mondial.

## Synopsis
Rédacteur du journal New York Sun, Henry Hackett doit jongler entre sa femme Martha enceinte et ancienne journaliste, les problèmes avec ses collègues et sa psychopathe de rédactrice. Soudainement, on lui fait une proposition dans un journal concurrent et qui est de plus, très respectable, New York Sentinel. Seulement, jamais il ne se serait douté qu'il aurait à affronter une mystérieuse affaire de meurtre en prenant le poste.

## Fiche technique
Sauf indication contraire, les informations mentionnées dans cette section peuvent être confirmées par les bases de données cinématographiques IMDb et Allociné,  présentes dans la section « Liens externes ».
- Titre francophone : Le Journal
- Titre original : The Paper
- Réalisation : Ron Howard
- Scénario : David Koepp et Stephen Koepp
- Musique : Randy Newman
- Photographie : John Seale
- Montage : Daniel P. Hanley et Mike Hill
- Décors : Todd Hallowell
- Costumes : Rita Ryack
- Direction artistique : Maher Ahmad
- Production : Brian Grazer et Frederick Zollo

Producteurs délégués : Todd Hallowell et Dylan Sellers
Coproducteur : David Koepp
Producteurs associés : Aldric La'auli Porter et Louisa Velis
- Sociétés de production : Universal Pictures et Imagine Entertainment
- Distribution : Universal Pictures (États-Unis), United International Pictures (France)
- Budget : 6 millions de dollars
- Pays de production :  États-Unis
- Langue originale : anglais
- Format : couleur
- Genre : comédie dramatique
- Durée : 112 minutes
- Dates de sortie[1] :
  - États-Unis : 18 mars 1994
  - France : 25 mai 1994

## Distribution
- Michael Keaton  (VF : Bernard Lanneau)  : Henry Hackett
- Robert Duvall  (VF : Jacques Richard)  : Bernie White
- Glenn Close  (VF : Évelyn Séléna)  : Alicia Clark
- Marisa Tomei (VF : Brigitte Berges) : Martha Hackett
- Randy Quaid  (VF : Gilbert Levy)  : Michael McDougal
- Jason Robards  (VF : Pierre Hatet)  : Graham Keightley
- Jason Alexander : Marion Sandusky
- Spalding Gray  (VF : Marc Cassot)  : Paul Bladden
- Catherine O'Hara : Susan
- Lynne Thigpen : Janet
- Jack Kehoe  (VF : Roger Crouzet)  : Phil
- Roma Maffia : Carmen
- Amelia Campbell : Robin
- Clint Howard : Ray Blaisch
- Geoffrey Owens  (VF : Daniel Lafourcade)  : Lou
- Jack McGee  (VF : Pascal Renwick)  : Wilder
- Edward Hibbert  (VF : Eric Missoffe)  : Jerry
- Bobo Lewis  (VF : Liliane Gaudet)  : Anna
- Jill Hennessy : Deanne White
- William Prince : Howard Hackett
- Bruce Altman : Carl
- Jim Meskimen : Tom
- Bob Costas (caméo)
- Pete Hamill (caméo)

## Production

### Genèse et développement
Stephen Koepp (en) — à l'époque rédacteur en chef au magazine Time — écrit le scénario avec son frère David. Ils imaginent « une journée dans la vie d'un journal » comme thème principal. David Koepp explique leur idée : « Nous souhaitions une journée ordinaire, même si celle-ci est loin d'être ordinaire. » Ils voulaient également « examiner les pressions financières exercées par un journal pour qu'il puisse paraître dans la rue tout en disant la vérité. »
Dans le scénario original, le rôle d'Alicia Clark devait initialement être celui d'un homme, prénommé Alan. Quand Ron Howard a demandé à Glenn Close de lire le rôle, même s'il s'agissait encore d'un homme, ce dernier lui a plu. Il a ensuite suggéré à David Koepp de changer le sexe du personnage. Au bout de cinq minutes, le scénariste a approuvé l'idée, a simplement révisé quelques passages de dialogue et l'a rebaptisée Alicia.
Pour préparer au lieux le film, Ron Howard a rencontré quelques-uns des plus grands journalistes new-yorkais, dont Pete Hamill (ancien rédacteur en chef du New York Post) et les chroniqueurs Jimmy Breslin et Mike McAlary (en) (qui ont inspiré le personnage interprété par Randy Quaid dans le film). Ils ont raconté au cinéaste comment certains reporters contournent les embouteillages en installant des gyrophares sur leurs voitures (une astuce utilisée dans le film). Pete Hamill et Mike McAlary apparaissent également dans des apparitions.

### Attribution des rôles
Le premier choix de Ron Howard pour le rôle Henry Hackett est Tom Hanks, mais il était pris par la production de Forrest Gump. Alec Baldwin, Kevin Costner, Mel Gibson, Bill Paxton, Kurt Russell, John Travolta et Robin Williams ont également été envisagés avant que Mickael Keaton soit engagé. Paul Newman a quant à lui refusé le rôle de Bernie White. Bien qu'il aimait le scénario, l'acteur avait eu par le passé des problèmes avec la presse et estimait que le film glorifiait la presse. Ron Howard a ainsi choisi Robert Duvall, qui était son second choix.
Mike Sheehan, qui incarne l'inspecteur new-yorkais Ritchie, a été réellement policier. Il était l'inspecteur dans l'affaire de la joggeuse de Central Park en 1989 : cinq adolescents afro-américains et latino-américains de Harlem ont été accusés à tort de tentative de meurtre et de viol sur une femme blanche de vingt-huit ans qui faisait son jogging dans le parc. Malgré l'annulation de la condamnation des « Cinq de Central Park » en 2002, Mike Sheehan reste convaincu que les adolescents ont commis le crime.
Ce film marque la dernière apparition de William Prince à l'écran, avant son décès en 1996.

### Tournage
Le tournage a lieu à New York.

## Accueil

### Critique
Le film reçoit des critiques globalement positives. Sur le site d'agrégation de critiques Rotten Tomatoes, il obtient 89% d'avis favorables, pour 37 critiques. Le consensus suivant résumé les avis collectés : « Rapide et frénétique, The Paper capture l'énergie de la salle de rédaction grâce à son casting et son réalisateur de premier ordre. » Sur le site Metacritic, qui utilise une moyenne pondérée, le film obtient la note de 70⁄100 pour 30 critiques.
De nombreux journalistes affirment que ce film était et demeure la meilleure représentation de ce qui se passe réellement dans les rédactions de journaux du monde entier. Le réalisateur Ron Howard et le coscénariste David Koepp sont toujours impressionnés par l'impact qu'il continue d'avoir, malgré le fait qu'à l'époque du tournage, la presse écrite commençait à décliner, principalement en raison de problèmes financiers. Certains journaux ont même fermé à l'époque, mais son impact reste durable.
Le site français DVD Classik publie en mars 2021 une longue critique-analyse dans laquelle on peut notamment lire « Vingt-cinq ans après sa sortie, Le Journal n’en garde pas moins une force étonnante, celle d’une pièce de théâtre classique où la règle des trois unités n’interdit pas, grâce à l’habileté du scénariste David Koepp, l’intrusion, si l’on peut dire, d’un quatrième mousquetaire. Un lieu, donc : la ville. Un temps : une journée. Mais l’action se dédouble : elle est tout à la fois verticale et horizontale. L’enquête visant à prouver l’innocence des deux jeunes Noirs (et révélant clairement l’existence d’une justice à deux vitesses) s’accompagne d’un conflit « cornélien » à l’intérieur du New York Sun : Michael Keaton, porteur d’un certain idéal de vérité journalistique, se heurte constamment à Glenn Close, managing editor, qui, du fait de ses fonctions, estime que les exigences de gestion doivent déterminer les choix de rédaction et non l’inverse, mais, paradoxalement, chacun à sa manière entend œuvrer pour la réussite du journal. »
Dans une critique publiée en 2020 sur le site Ciné-média.fr, on peut lire « Malgré un schéma narratif peu inventif qui accumule les caricatures et les clichés sans oublier un rythme inégal qui fait surtout la part belle aux dialogues soignés et à la psychologie des personnages en se concentrant sur ce qu'ils ressentent au fil de leurs histoires, Le Journal reste un divertissement très honnête et un brin nostalgique des comédies des années 90 qui dispose à coup sûr d'une mise en scène parfaite qui prouve incontestablement le talent inhérent de Ron Howard mais aussi d'un casting de premier choix qui nous offre l'opportunité de constater une fois de plus les compétences des acteurs (Robert Duvall en haut du classement) à nous jouer des rôles avec la plus grande authenticité. »

### Box-office
| Pays ou région     | Box-office     | Date d'arrêt du box-office | Nombre de semaines |
| ------------------ | -------------- | -------------------------- | ------------------ |
| France             | 62 324 entrées | -                          | -                  |
| États-Unis, Canada | 38 824 341 $   | 19 mai 1994                | 9                  |
| Total mondial      | 48 424 341 $   | -                          | -                  |

## Analyse
Le temps est l'un des thèmes majeurs du film et donc de la mise en scène de Ron Howard. Le film s'ouvre sur une horloge indiquant l'heure fatidique d’un crime crapuleux. Par ailleurs, on retrouve dans le long métrage de nombreux plans sur des pendules, des montres et même dans le mécanisme d'un réveil lors du générique. De plus, l'intrigue se déroule sur une seule et unique journée.

## Vidéo
Le film est édité en combo Blu-Ray / DVD chez Elephant Films en novembre 2020. 